# Piotr Mitzner

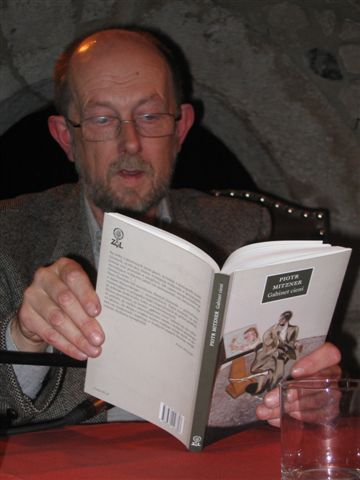
Piotr Mitzner czyta Gabinet cieni

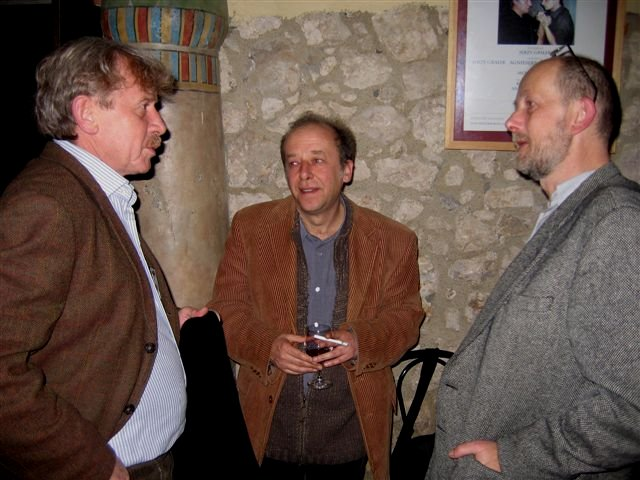
Bogdan Tosza, Jan Strzałka i Piotr Mitzner - spotkanie z okazji wydania Gabinetu cieni, Kraków 26 października 2007

Piotr Mitzner, ps. Jan Pławski, Jan Miciak (ur. 19 maja 1955 r. w Warszawie) – polski teatrolog, poeta, eseista, pisarz.

## Życiorys
Syn Laryssy Mitzner (ps. Barbara Gordon, 1918–1987), autorki powieści sensacyjnych i utworów dla dzieci oraz Zbigniewa Mitznera (1910–1968, ps. Jan Szeląg), publicysty i dziennikarza.
Ukończył studia na Wydziale Wiedzy o Teatrze Państwowej Wyższej Szkoły Teatralnej w Warszawie. Pracował w działach literackich teatrów: Teatru Powszechnego w Warszawie, Teatru im. S. Jaracza w Łodzi i in. W latach 1981–1989 należał do kierownictwa niezależnego wydawnictwa „Krąg”. Od 1983 do 1997 r. współredaktor „Karty”. W latach 1993–1999 dyrektor ośrodka kultury „Koło Podkowy”. Od 1999 wykładowca Uniwersytetu Kard. Stefana Wyszyńskiego w Warszawie (m.in. prodziekan Wydziału Nauk Humanistycznych w latach 2000–2005). Zastępca redaktora naczelnego miesięcznika „Nowaja Polsza”. Współpracuje m.in. z „Dialogiem”, „Podkowiańskim Magazynem Kulturalnym”, „Zeszytami Literackimi”, „Tekstualiami”, „Nigdy Więcej”.
W 2005 został odznaczony Srebrnym Krzyżem Zasługi, zaś w 2009 przez prezydenta Lecha Kaczyńskiego za wybitne zasługi w działalności dydaktycznej, za osiągnięcia w pracy w redakcji miesięcznika „Nowaja Polsza” Krzyżem Kawalerskim Orderu Odrodzenia Polski. Redaktor serii Biblioteka Zapomnianych Poetów, ukazującej się od 2012 roku nakładem Ośrodka „Brama Grodzka-Teatr NN” w Lublinie.
Laureat Nagrody Literackiej Fundacji Kultury (2000).
Laureat Nagrody Poetyckiej im. Konstantego Ildefonsa Gałczyńskiego - Orfeusz 2020 za tom pt. Siostra oraz Nagrody Poetyckiej im. Kazimierza Hoffmana „KOS” 2021 za tom pt. Przygody chłopca.
Mieszka w Warszawie.

## Twórczość
- Dusza z ciała wyleciała (poezje; Oficyna Wydawnicza P. T., Podkowa Leśna 1980)
- Z czasem (poezje; Podkowa Leśna 1980)
- Poeta w ruinach teatru (szkice teatralne i antologia; [b.m.w.] 1981)
- Wacław Maciejowski i jego uczniowie (zawiera również: Ćwiczenia wierszem łacińskie uczniów klasy VI Liceum Warszawskiego w r. 1820 pod przewodnictwem profesora Wacława Aleksandra Maciejowskiego robione, [b.m.w.] 1981; seria: "Łacina w dawnej szkole")
- Podróż do ruchomego celu (poezje; Przedświt - Warszawska Niezależna Oficyna Poetów i Malarzy, 1985)
- Teatr światła i cienia: oświetlenie teatrów warszawskich na tle historii oświetlenia od średniowiecza do czasów najnowszych (eseje teatralne; Państwowy Instytut Wydawniczy 1987, ISBN 83-06-01359-X)
- Zmiana czasu (poezje; Oficyna Wydawnicza P. T. - Spółka Poetów, Podkowa Leśna 1990)
- Las (poezje; rysunki Urszula Słonina-Święcicka; Galeria Parawany, Podkowa Leśna 1996, ISBN 83-906215-0-9)
- Hans wieczny tułacz (Koło Podkowy, Podkowa Leśna 1999, ISBN 83-909526-8-8)
- Hania i Jarosław Iwaszkiewiczowie: esej o małżeństwie (szkice literackie; Wydawnictwo Literackie 2000, ISBN 83-08-03033-5)
- Myszoser (poezje; Przedświt 2000, ISBN 83-7057-063-1)
- Kto gra "Antygonę"? O tragicznych przyczynach i skutkach (szkice literackie; Aula, Podkowa Leśna 2002, ISBN 83-85275-68-1; Nominacja do Nagrody im. Władysława Reymonta)
- Teatr Tadeusza Kościuszki: postać Naczelnika w teatrze 1803-1994 (Wydawnictwo Uniwersytetu Kardynała Stefana Wyszyńskiego 2002, ISBN 83-7072-223-7)
- Na progu: doświadczenia religijne w tekstach Jarosława Iwaszkiewicza (szkice literackie; Wydawnictwo Uniwersytetu Kardynała Stefana Wyszyńskiego 2003, ISBN 83-7072-271-7)
- Zagrać wszystko (szkice teatralne; Twój Styl 2003, ISBN 83-7163-381-5)
- Pustosz (poezje; tCHu 2004, ISBN 83-89782-05-7)
- Gabinet cieni (szkice wspomnieniowe; Fundacja Zeszytów Literackich 2007, ISBN 978-83-60046-80-7; Nominacja do Nagrody Literackiej im. Józefa Mackiewicza)
- Podmiot domyślny (poezje; tCHu 2007, ISBN 83-89782-29-4; Nominacja do Wrocławskiej Nagrody Poetyckiej Silesius 2008)
- Dom pod świadomością (poezje; tCHu 2008, ISBN 978-83-89782-28-1; Nominacja do Nagrody Cogito)
- Niewidy (poezje; tCHu 2009, ISBN 978-83-89782-59-5)
- Biedny język. Szkice o kryzysie słowa i literaturze wojennej (Wydawnictwo Uniwersytetu Kardynała Stefana Wyszyńskiego 2011, ISBN 978-83-7072-698-0)
- Kropka (poezje; tCHu 2011, ISBN 978-83-89782-19-9; Nominacja do Nagrody Literackiej Nike 2012[8])
- W oku kuku (poezje; tCHu 2012, ISBN 978-83-63104-04-7)
- Po kropce (poezje; tCHu 2013, ISBN 978-83-63104-07-8)
- Wybiór (poezje; tCHu 2015, ISBN 978-83-63104-08-5)
- polak Mały (poezje; tCHu 2016, ISBN 978-83-63104-10-8)
- Klerk w studni (poezje; tCHu, 2016; Nominacja do Orfeusza – Nagrody Poetyckiej im. K.I. Gałczyńskiego 2017[9])
- Ulica tablic (poezje; tCHu, 2017; Nominacja do Orfeusza – Nagrody Poetyckiej im. K.I. Gałczyńskiego 2018[10], nominacja do Nagrody Literackiej m.st. Warszawy 2018[11])
- Siostra (poezje; tCHu, 2019; Nominacja do Orfeusza – Nagrody Poetyckiej im. K.I. Gałczyńskiego 2020[12] oraz do Nagrody Poetyckiej im. Kazimierza Hoffmana „KOS”  2020[13])
- Przygody chłopca (poezje; tCHu 2020, ISBN 978-83-63104-30-6)
- Mucha (poezje; tCHu 2021, ISBN 978-83-63104-20-7)
- Ekrany (poezje; tCHu 2023, ISBN 978-83-63104-30-6)

## Prace edytorskie i redaktorskie
- Juliusz Krzyżewski, Poezje (wybór i opracowanie; wstęp: Jarosław Iwaszkiewicz; Państwowy Instytut Wydawniczy 1978)
- Zbigniew Mitzner (Jan Szeląg), Spotkania (wspomnienia, polemiki, korespondencja) (wybór; wstęp Bożena Krzywobłocka; Wydawnictwo Literackie 1979)
- Strofy o teatrze: antologia (wybór, opracowanie i posłowie; wespół z Katarzyną Madoń-Mitzner; Iskry 1982, ISBN 83-207-0263-1)
- Rosja a Katyń (koncepcja całości; opracowanie redakcyjne Ileana Porycka, Alicja Wancerz-Gluza; Karta 1994, ISBN 83-900676-4-1)
- Siergiej Kowaliow, Byłem w Czeczenii (wybór i opracowanie; wespół z Tomaszem Kiznym; przekład: Romuald Niedzielko, Jan Pławski [pseud.]; Polski "Memoriał" - Koło Podkowy, Podkowa Leśna 1995, ISBN 83-85275-32-0)
- Misja Kowaliowa. Rzecz o Siergieju Adamowiczu Kowaliowie i jego współpracownikach, którzy w krytycznym dla Rosji momencie znaleźli się w Czeczenii (koncepcja i opracowanie całości; Wydawnictwo KARTA 1996, ISBN 83-86713-14-3)
- Jan Miernowski, To była noc. Wiersze i proza (opracowanie; Wydawnictwo Uniwersytetu Kardynała Stefana Wyszyńskiego 2004, ISBN 83-7072-311-X)
- Maria Iwaszkiewicz, Z pamięci (przygotowanie do druku; Czytelnik 2005, ISBN 83-07-03007-2; 2006, ISBN 83-07-03067-6, ISBN 978-83-07-03067-8)
- Tadeusz Zieliński, Autobiografia. Dziennik 1939 - 1944 (opracowanie; wespół z Hanną Geremek; DiG - Ośrodek Badań nad Tradycją Antyczną w Polsce i Europie Środkowo-Wschodniej 2005, ISBN 83-7181-369-4)
- Jarosław Iwaszkiewicz, Pogoda czasu (wybór, posłowie i nota wydawnicza; Iskry 2006, ISBN 83-244-0003-6, ISBN 978-83-244-0003-4)
- Zbigniew Mitzner (Jan Szeląg), Zenit i nadir (Wydawnictwo Adam Marszałek przy współpracy Ośrodka Kultury Ochota, Toruń-Warszawa 2006, ISBN 83-7441-238-0, ISBN 978-83-7441-238-4)
- Księga Psalmów: modlitwa, przekład, inspiracja (Wydawnictwo Uniwersytetu Kardynała Stefana Wyszyńskiego 2007, ISBN 978-83-7072-420-7)
- Jarosław Iwaszkiewicz, Sprawy osobiste i inne wiersze rozproszone (wybór i opracowanie; Czytelnik 2010, ISBN 978-83-07-03236-8)

## Tłumaczenia
- Arthur Schnitzler, Pod Zieloną Papugą (przekład pod pseud. Jan Miciak; II obieg wydawniczy; Krąg 1981)
- Siergiej Stratanowski, Niedaleko od Czeczenii (Aula, Podkowa Leśna 2001, ISBN 83-85275-38-X)